# آرامگاه بداق سلطان

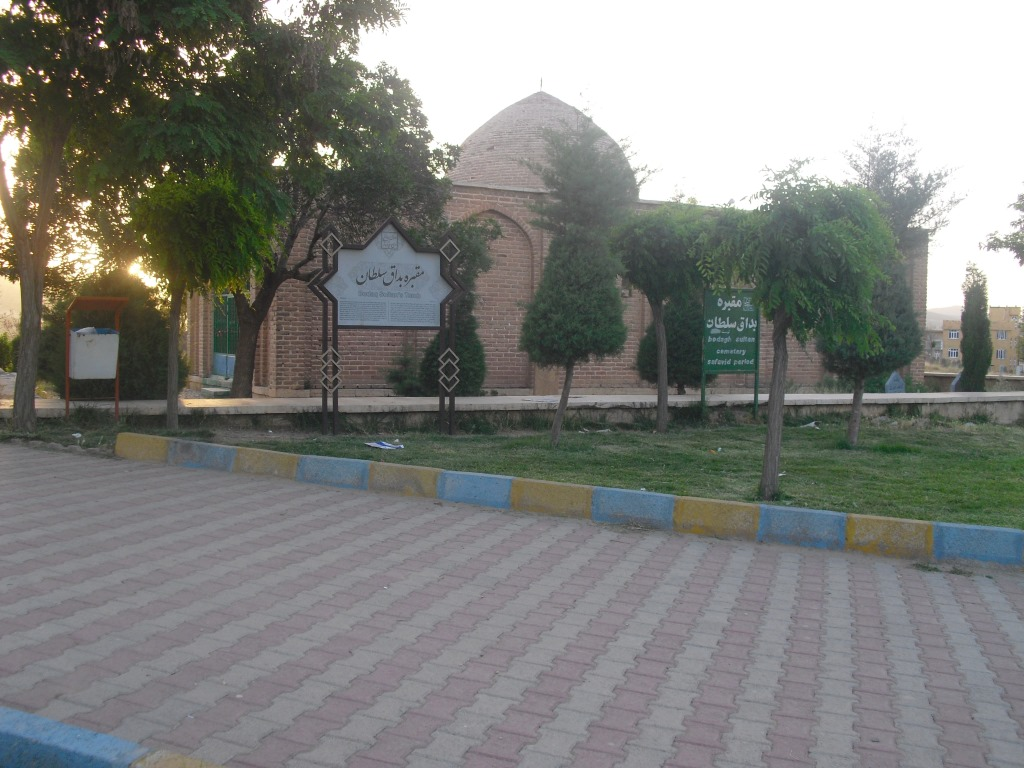
نمای دور آرامگاه بداق سلطان

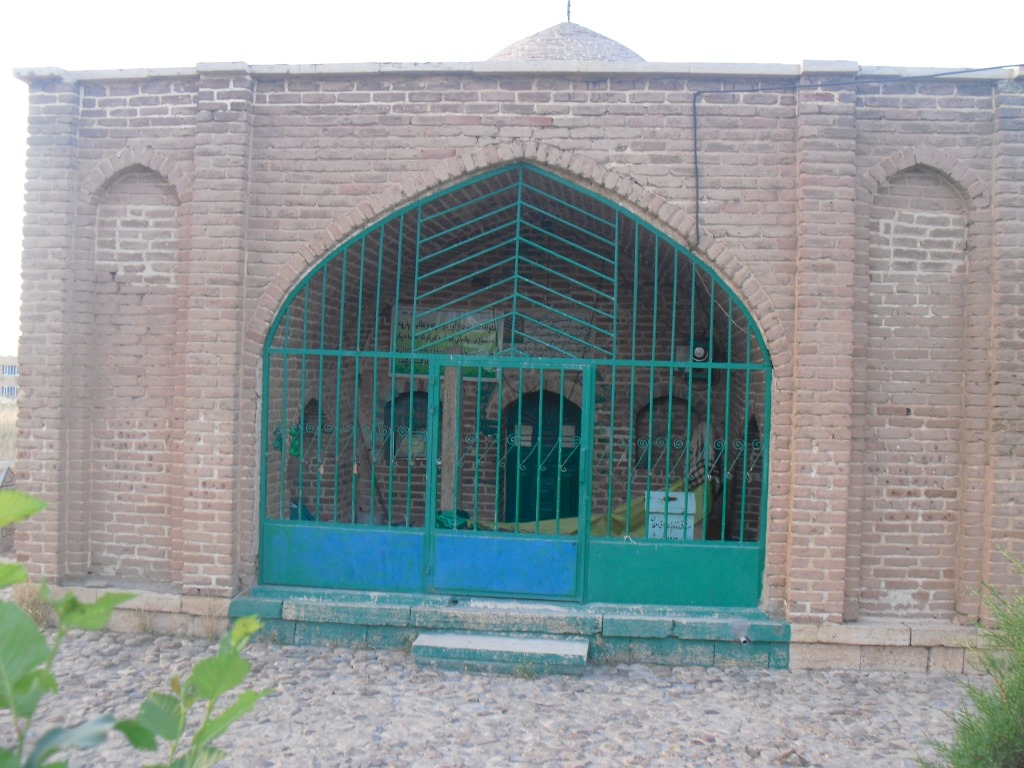
نمای نزدیک آرامگاه بداق سلطان

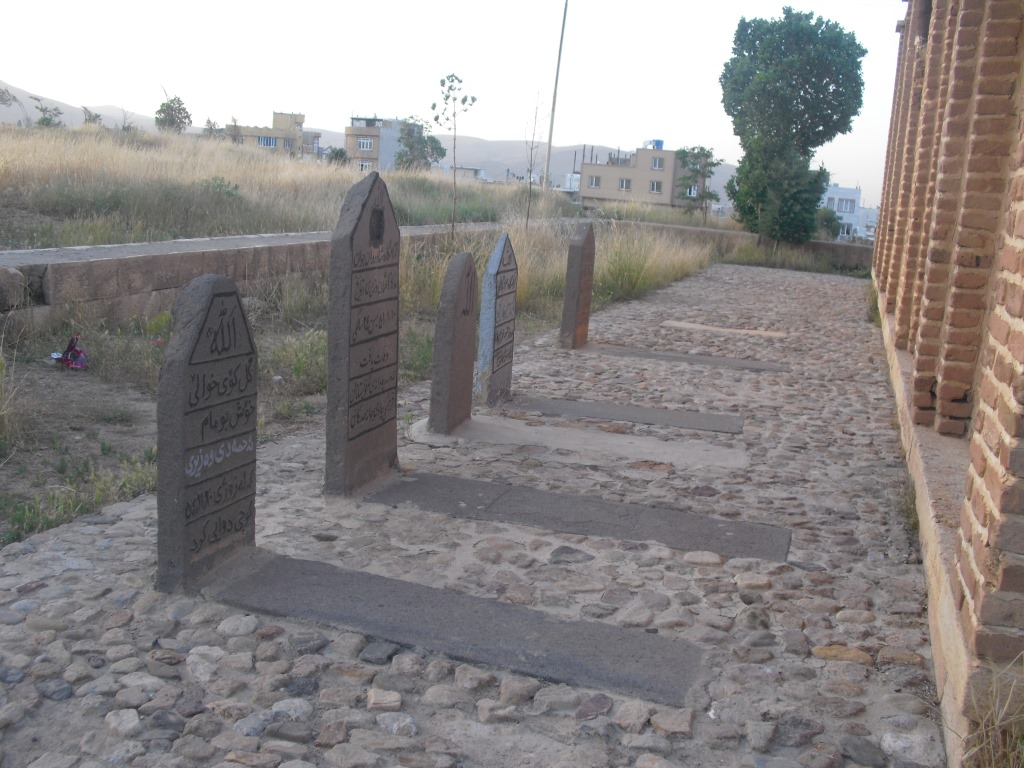
قبور اطراف آرامگاه بداق سلطان

مقبره بداق سلطان، در قسمت جنوب غربی شهر مهاباد قرار دارد. این بنا بر روی تپه ای واقع شده‌است. آن جا قبرستانیست کهنه که به واسطه قرار گرفتن آرامگاه بداغ سلطان در آن قبرستان (بداغ سلطان) نامیده می‌شود و همچنین به گومبه زان (گنبدان) نیز مشهور است. این آرامگاه از دو قسمت، یکی فضای ورودی و دیگری اتاق اصلی تشکیل شده، که قبر بداق سلطان در قسمت اصلی آن قرار دارد. بر روی هر کدام از دو قسمت مقبره، گنبدی ساده قرار دارد. 
بداق سلطان یا بداغ سلطان فرزند شیر خان از نوادگان صارم بگ مکری و حکمران مهاباد در دوران صفویه بوده‌است.
آرامگاه بداق سلطان، این بنای تاریخی، که دست ویرانگر زمانه بخش وسیعی از آن را در معرض انهدام قرار داده، با زیر بنای ۱۳۵/۴۸۵ متر در ابعاد ۷/۹ * ۱۷/۱۵ با پی سنگی و گنبد آجری ساخته شده‌است. این بنا داخل شهر مهاباد، بین محله‌های میدان استقلال و باغ شایگان واقع و جهت آن شمالی جنوبی است و به مرور زمان و بر اثر جنگ، شرایط جوی و … فرو ریخته بود، که در سال ۱۳۷۰ محمود پدرام، مسئول وقت میراث فرهنگی شهرستان مهاباد، آن را حفاری کرد و بقایای پی در ستون آجری قرینه نمودار و فرم اصلی معماری هویدا شد. با بازاریابی دو در قرینهٔ قوس دار تقریباً مشکل توجیه فضایی محوطه حل و مشخص شد که ورودی اصلی از شمال به جنوب و شامل دو در به سالن اول و یک در به اصل مقبرهٔ گنبدی بوده که قرینهٔ آن در قسمت جنوبی وجود دارد و با اندکی بررسی مشخص شد که به علت قرارگرفتن جهت قبله در جنوب در اصلی قبر در این قسمت واقع شده و دیگر اینکه ورودی دوگانه به این علت بوده که در روزهای خاصی چون جمعه‌ها و اعیاد مردم از یک سو وارد و از طرف دیگر خارج شوند یا شاید مسئله جدا بودن زن و مرد را حل می‌کرده‌است. این بنا ترکیبی از سنگ و آجر قرمز چهارگوش و ملاط ماسه و آهک و دقیقاً بر اساس فرم معماری مقابر دوره صفوی است، که از سه قسمت شمالی، جنوبی و گنبد دوار مرکزی تشکیل شده‌است. ورودی شمالی بر اثر حادثه ای سالها بعد از احداث تخریب شده که با حفاری اولیه و بیرون آمدن از راه‌های زیرین بنا که به صورت ازاره زیر سنگ‌های بنا گذاشته شده مشاهبت کاملی با بنای مسجد جامع مهاباد دارد. با توجه به ابعاد و اندازهٔ آجرها و فرم معماری گنبدی و پایه‌های کشه شدهٔ ایوانی با بنای مسجد جامع و بنای مشابه آن در منطقه و نیز روایات عامه از نام بداق سلطان و منابع و متون تاریخی و مقایسهٔ پلان مقبره با بناهای مشابه، این بنا نزدیک به سیصد و پنجاه سال پیش ساخته شده و از آثار کامل و مهم دوره صفوی و در شمار مقابر مهم این دوره در منطقه است. این بنا مجموعاً هفت جرز یا پایهٔ تزئینی در قسمت شرق و غرب با طاقنماهای تزئینی ورودی ایوان شمالی و جنوبی دارد. گنبد اصلی به فاصله ۱/۲۰ متر از ورودی اصلی در قسمت شمالی و تقریباً در مرکز بنا قرار گرفته و قبور پیدا شده در اطراف آن مربوط به دوره ای مشابه است و بداق سلطان نیز در این مکان دفن شده‌است. احتمال می‌رود یکی از قبور متعلق به شخص نیکوکار و خیری باشد که اهالی وی را مقدس می‌دانسته‌اند و شاید به همین علت به صورت زیارتگاهی درآمده است. ضمن حفاری، تکه سنگهای اصلی گور بداق سلطان که در مرکز گنبد قرار داشت و از سنگ مرمر مشابه با گرانیت بود پیدا شد و در گوشه ضلع جنوبی مقبره سنگ گور دیگری با این نوشته نمودار گردیده: ((هذا مرقد المرحوم المغفور عبدالله خان ابن المرحوم بوداق خان المکری سنه ۱۲۶۲ .)) نوشته این گور نشان می‌دهد که سایر قبور خارج از گنبد نیز متعلق به بستگان بداق سلطان بوده که این امر نیز با نظام‌های فئودالی دوره صفوی سازگار بوده‌است.